# ۱-برموهگزان
۱-برموهگزان (به انگلیسی: 1-Bromohexane) با فرمول شیمیایی C6H13Br یک ترکیب شیمیایی با شناسه پاب‌کم 8101 است. که جرم مولی آن 165.07 g/mol می‌باشد. شکل ظاهری این ترکیب، مایع بی‌رنگ تا زرد روشن است.